# Takeo
Takeo (武雄市 -shi) é uma cidade na prefeitura de Saga, na ilha de Kyushu, Japão.
Em 2003 a cidade tinha uma população estimada em 34 132 habitantes e uma densidade populacional de 268,16 h/km². Tem uma área total de 127,28 km².
Recebeu o estatuto de cidade a 1 de Abril de 1954.